# Ritápolis
Ritápolis är en kommun i Brasilien.   Den ligger i delstaten Minas Gerais, i den sydöstra delen av landet, 700 km sydost om huvudstaden Brasília. Antalet invånare är 4 931.
Omgivningarna runt Ritápolis är huvudsakligen savann. Runt Ritápolis är det glesbefolkat, med 12 invånare per kvadratkilometer.